# Система Желеховского
Система Желеховского или «желеховка» (укр. желехівка) — система правописания для украинского языка, разработанная и впервые применённая Е. Желеховским в «Малорусско-немецком словаре», изданном во Львове в 1886 году, и принятая официальной для украинского языка в Австро-Венгрии в 1893 году. На её основе в 1900-е годы было создано нынешнее украинское правописание, полностью совпадающее с ней по алфавиту и отличающееся перечисленными ниже моментами, направленными на приспособление к восточноукраинским фонологическим нормам.
Принципы желеховки в значительной мере унаследованы и сохранены в орфографии, принятой в пряшевской норме русинского языка, разработанной в 1990-е гг. (В. Ябур, А. Плишкова, К. Копорова).

## Орфографические особенности
Отличий от ныне действующего украинского правописания мало, алфавит полностью тот же. Главные особенности:
- дополнительные глаголы -му, -меш, -ме в формах будущего времени и возвратная частица -ся пишутся раздельно с глаголом: взяло ся, робити ме, ходити меш;
- после мягких язычных согласных (преимущественно на месте старого ятя) пишется ї, а не і: дїд, лїто;
- после губных согласных не ставится разделительный апостроф: бю;
- суффиксы прилагательных -ский, -цкий пишутся без мягкого знака, но обозначается мягкость [с], [ц] перед следующим за ним мягким согласным: сьвятий, сьміх, цьвях;
- в соответствии с галицким диалектным произношением в отглагольных и собирательных существительных среднего рода пишется є, а не я, согласные перед этимологическим [j] не удваиваются: змаганє, купанє, переодяганє.